# Koibla Djimasta
Koibla Djimasta (* 1950; † 30. Januar 2007) war unter Präsident Idriss Déby vom 8. April 1995 bis zum 17. Mai 1997 Premierminister des Tschad. Anschließend war er bis zu seinem Tod der Ombudsmann Tschads.